# Авраменко Роман Валерійович
Авраменко Роман Валерійович (23 березня 1988, Кіровське, Кримська область, УРСР, СРСР) — український та російський легкоатлет, який спеціалізується в метанні списа.

## Життєпис
Срібний призер чемпіонату світу серед юнаків 2005 року. Бронзовий призер чемпіонату світу серед юніорів 2006 року. Срібний призер чемпіонату Європи серед юніорів 2007 року. Срібний призер Універсіади 2011 року. Брав участь на олімпійських іграх 2008 і 2012 років та Універсіаді 2009 року в Белграді.
13 липня 2013 став переможцем змагань KBC Night of Athletics з результатом 84,23 м. На чемпіонаті світу 2013 року в Москві посів 5-те місце.
Особистий рекорд — 84,48 м.
Після анексії Криму став представляти Росію. Але незабаром отримав 8-річну допінгову заборону через провалений позазмагальний тест. Дата початку дії заборони — 30 липня 2015 року.